# Saint-Juéry (Tarn)
Saint-Juéry – miejscowość i gmina we Francji, w regionie Oksytania, w departamencie Tarn. W 2013 roku jej populacja wynosiła 6867 mieszkańców. Przez gminę przepływa rzeka Tarn. 